# Cuori nella tormenta (film 1940)
Cuori nella tormenta è un film del 1940 diretto da Carlo Campogalliani.

## Trama
Una donna al comando del suo aereo precipita in un paese sulle Alpi. Soccorsa dagli abitanti del luogo, decide di stabilirsi lì per un po' di tempo fino a che non si sarà rimessa; durante la sua permanenza intraprende una relazione con un ragazzo, guida alpina del posto, rimasto affascinato da quella donna intraprendente ed emancipata, nonostante questi sia già impegnato. Quando la fidanzata di lui rimane a sua volta vittima di un incidente, riportando l'uomo con i piedi per terra, la donna, ormai del tutto guarita, sceglie di andare via dal paese, riportando così i due giovani fidanzati alla riconciliazione.

## Produzione
Il film è stato realizzato negli stabilimenti cinematografici Pisorno di Tirrenia.
Tra gli interpreti del film vi è anche, in un ruolo minore, un esordiente Alberto Sordi; è uno dei soli due film in cui l'attore, in quel periodo doppiatore di Oliver Hardy, è stato a sua volta doppiato (recita infatti con la voce di Gualtiero De Angelis).

## Distribuzione
Il film venne distribuito nelle sale cinematografiche italiane il 27 maggio del 1940.